# Sénégalaise des eaux
 (août 2022).
L'article doit être relu — et modifié si nécessaire — par des contributeurs indépendants pour apporter un regard critique aux contributions effectuées en violation des conditions d'utilisation de Wikipédia, tant sur la forme (notamment concernant le style encyclopédique, la proportionnalité) que sur le fond (la neutralité de point de vue, la qualité et l'indépendance des sources).
La Sénégalaise des eaux (SDE) est une entreprise sénégalaise qui assure l'exploitation et la gestion du service public de l'eau.

## Histoire
Depuis le 23 avril 1996, la Sénégalaise des Eaux (SDE), filiale du groupe Eranove, assure la production et la distribution d'eau dans les principales villes sénégalaises, soit près de sept millions d'habitants desservis. 
Dans le cadre d’un appel d’offres international, le 23 octobre 2018, le Ministère de l'Hydraulique et de l'Assainissement annonce que le contrat d'affermage du service public de l'eau pour la période 2019-2033 est provisoirement attribué au groupe Suez. Le contrat d'affermage avec la SDE devait prendre fin le 31 décembre 2018. Cette adjudication provisoire est contestée par la SDE qui a déposé un recours contentieux auprès de l’Autorité de régulation des marchés publics (ARMP). L’appel d’offres prévoyait que le moins disant sur le prix de l’eau devait l’emporter. Dans l’attente de sa décision, l’ARMP a suspendu l’adjudication provisoire et l’État a signé un avenant de 6 mois avec la SDE,.
Le recours est rejeté en juin 2019 et la gestion de l'eau confiée à une nouvelle entité, la Son'Eau, filiale de Suez à 45 %, et co-détenue à 11 % par les salariés du secteur de l'eau. Selon sa maison-mère, la SDE qui a été privée du droit à exploiter la gestion de l'eau en milieu urbain assurerait celle en milieu rural.

## Activités
La SDE est liée à l'État du Sénégal par un contrat d'affermage. Après une première période de 10 ans (23 avril 1996-22 avril 2006), le contrat d'affermage a été prolongé à quatre reprises jusqu’en 2018, avant l’appel d’offres international en cours.
L'État assure la tutelle du secteur par l'intermédiaire du Ministère de l'Hydraulique et de l’Assainissement, et du Ministère de l'Economie, des Finances et du Plan. 
La SONES (Société Nationale des Eaux du Sénégal) est chargée de la gestion du patrimoine et du contrôle de la qualité de l'exploitation et du service. 
Entre 1996 et 2017, la SDE revendique un  taux d’accès au service passé de 80 % à 98 %, et un nombre de clients plus que doublé sur la même période (743 859 contre 241 167). Le rendement de réseau est en progression de plus de 10 points (80,46 %), et la SDE compte plus de 1 200 collaborateurs sénégalais.